# جوليس دوبريه
جوليس دوبريه (بالفرنسية: Jules Dupré)‏ هو رسام فرنسي، ولد في 5 أبريل 1811 في نانت في فرنسا، وتوفي في 6 أكتوبر 1889 في L'Isle-Adam, Val-d'Oise ‏ في فرنسا.

## معرض صور

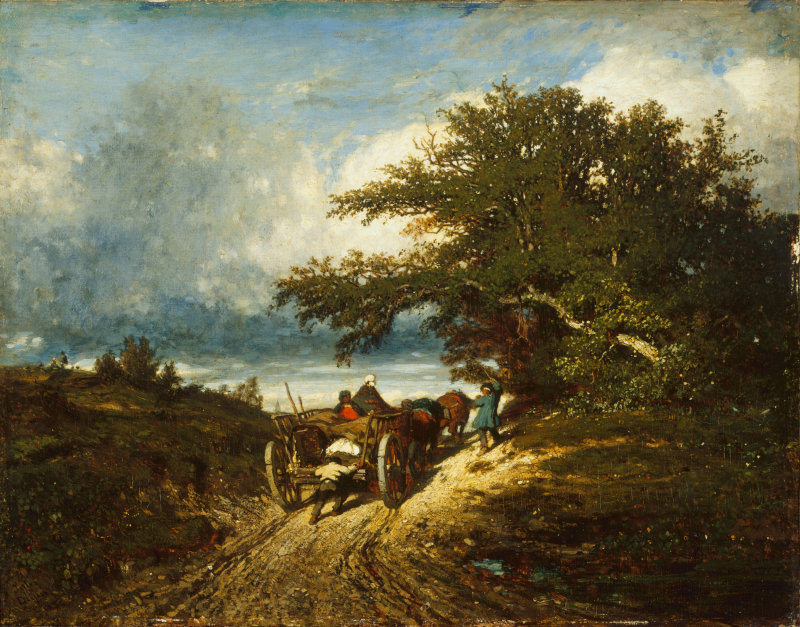
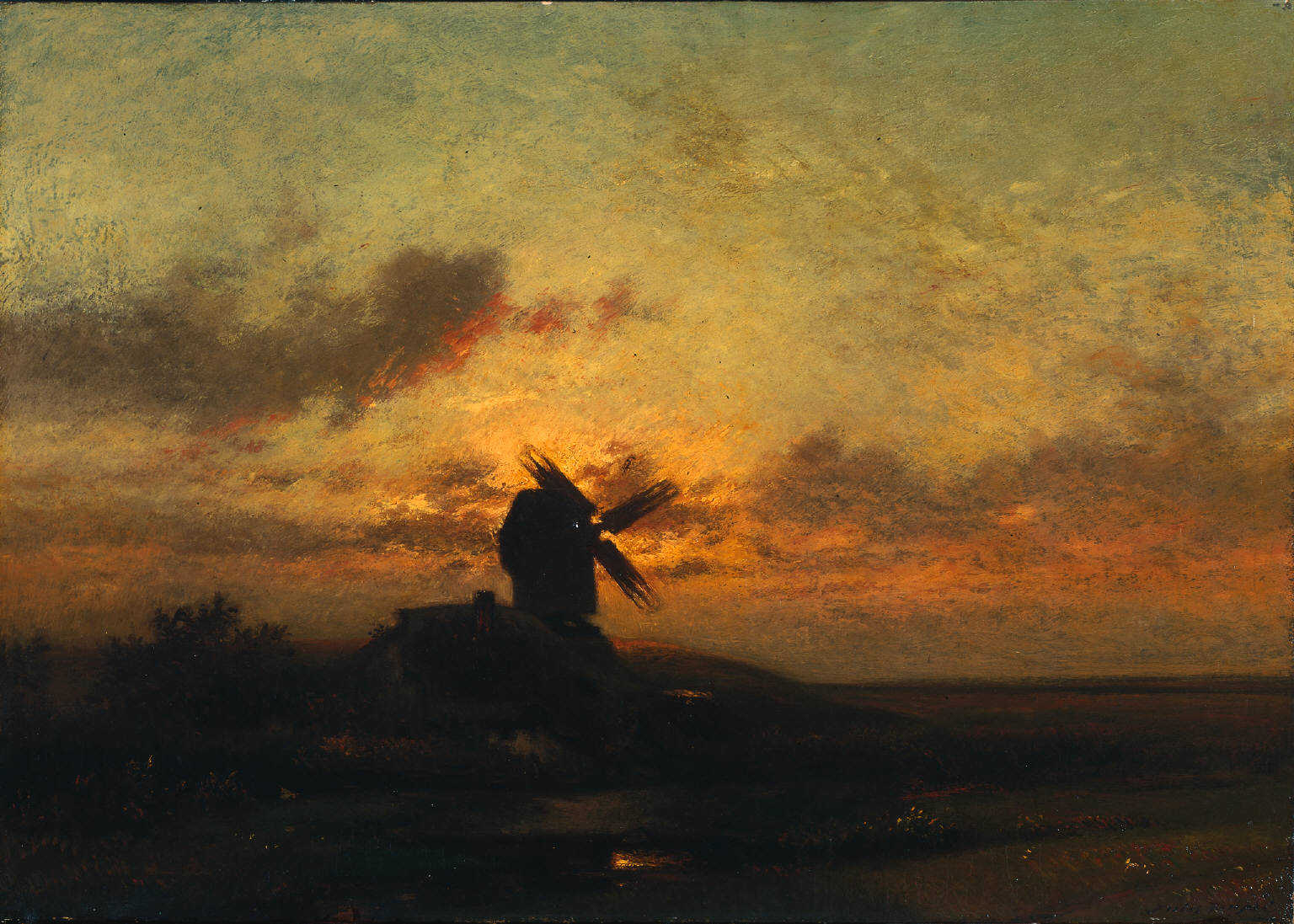
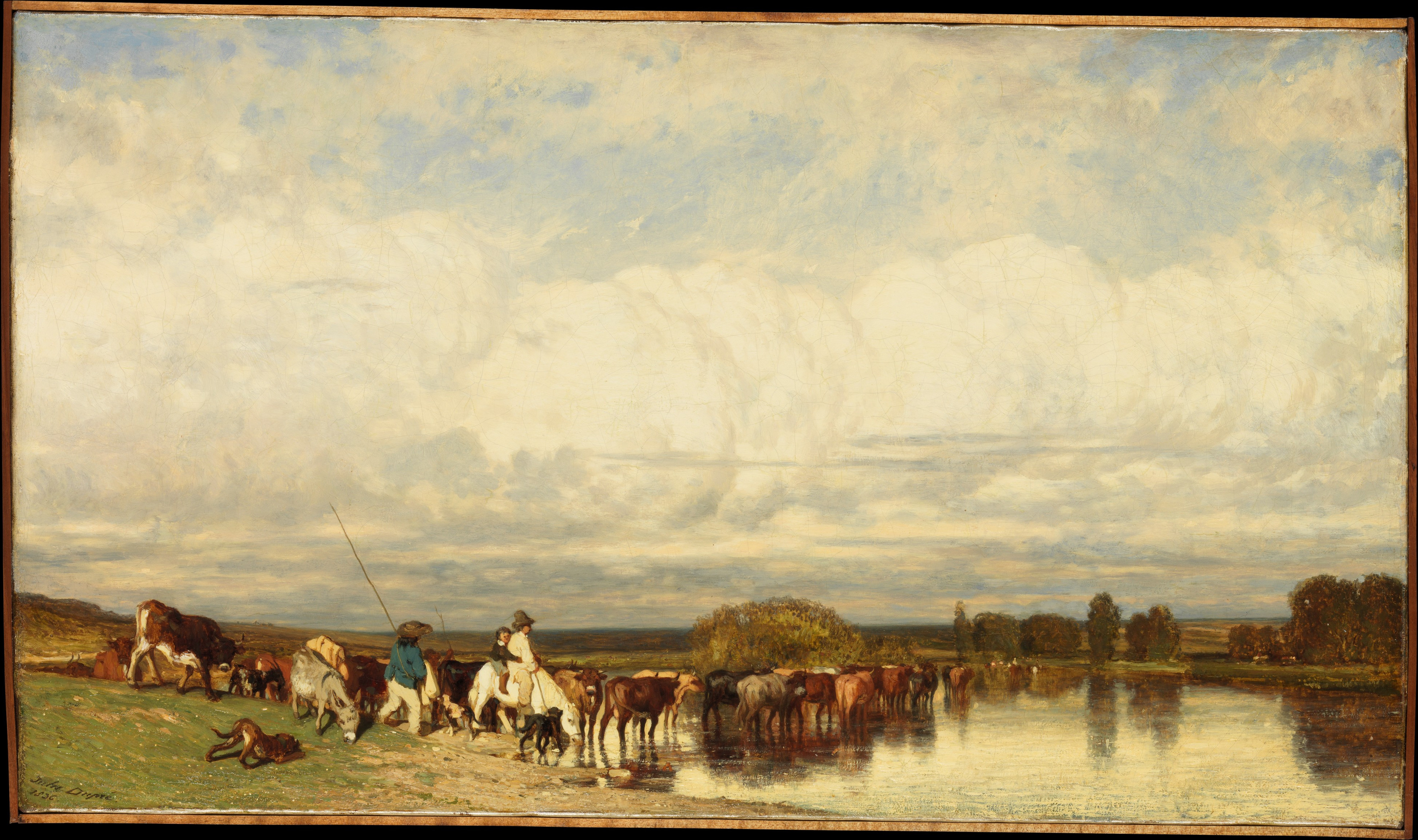

## وصلات خارجية
- جوليس دوبريه على موقع الموسوعة البريطانية (الإنجليزية)
- جوليس دوبريه على موقع إن إن دي بي (الإنجليزية)